# Marlies Askamp
Marlies Askamp (ur. 7 sierpnia 1970 w Dorsten) – niemiecka koszykarka. Mistrzyni WNBA (2002). Brązowa medalistka mistrzostw Europy (1997). Zdobywczyni Pucharu Europy (1996). Ośmiokrotna mistrzyni Niemiec. Występowała jako środkowa, mierzy 196 cm wzrostu.
W reprezentacji Niemiec debiutowała 14 kwietnia 1990, zakończyła karierę 11 września 2005. Jej największym sukcesem był brązowy medal mistrzostw Europy w 1997. Na tym turnieju wybrano ją również najlepszą zawodniczką (MVP) mistrzostw. Ponadto wystąpiła jeszcze na mistrzostwach Europy w 1995 (9 miejsce), 1999 (12 miejsce) i 2005 (11 miejsce) oraz na mistrzostwach świata w 1998 (11 miejsce). Łącznie wystąpiła w 190 spotkaniach, zdobywając 2330 punktów.
Karierę klubową rozpoczęła w zespole BG Dorsten w 1987. W latach 1989–1993 występowała w zespole MTV Wolfenbüttel. Następnie była zawodniczką BTV Wuppertal (1993-2001), zdobywając z tą drużyną osiem tytułów mistrzyni Niemiec z rzędu (1994-2001) oraz Puchar Europy w 1996. W 1996 i 1997 była wybierana najlepszą zawodniczką ligi. Jej ostatnim zespołem w karierze był NB Oberhausen (2001-2007).
W latach 1997–2002 jako pierwsza Niemka była zawodniczką klubów WNBA, kolejno Phoenix Mercury (1997-1999), Miami Sol (2000-2002) i Los Angeles Sparks (2002). Z drużyną z Los Angeles zdobyła mistrzostwo ligi w 2002, z Phoenix Mercury grała w przegranym finale ligi w 1998.